# الجالية اللبنانية في بلجيكا
يشكل اللبنانيون في بلجيكا مجتمعًا فريدًا كجزء من الشتات اللبناني. يقدّر عدد الناس في بلجيكا الذين يعرّفون أنفسهم كلبنانيون بين 3500 و8000، يعيش أغلبهم في المدن الكبرى مثل بروكسل وأنتويرب. يعتبر حجم الجالية اللبنانية في بلجيكا صغيرًا مقارنةً بالجاليات الأخرى مثل المغربية، إلا أنها تملك تنوع ثقافي وعرقي وديني كبير. يتضمن هذا المورانة الذي ينحدر جزء منهم من التجار الذين إستقروا في بلجيكا في القرن التاسع عشر. العديد من الموارنة اليوم يشاركون في تجارة الألماس في أنتويرب. هناك مطاعم في مختلف المدن والقرى البلجيكية تقدّم أطباق من المطبخ اللبناني.
أسس اللبناني دياب أبو جهجه رابطة الدول العربية الأوروبية، وهي منظمة تتبنى فكر الوحدة العربية، تعرّضت للكثير من الإنتقادات بسبب نشاطاتها وتوجهاتها العنصرية. أظهر بعض اللبنانيون في بلجيكا دعمهم لثورة 17 تشرين الأول.